# سامرست شمالی
سامرست شمالی (به انگلیسی: North Somerset) یک تقسیمات کشوری یک کشور در بریتانیا است که در وستون-سوپر-مار واقع شده‌است.

## خصوصیات
سامرست شمالی ۳۷۴٫۶۸ کیلومترمربع مساحت دارد.

## خواهرخوانده
شهر هیلدس‌هایم خواهرخواندهٔ سامرست شمالی هست.